# Mudhif
Mudhif (arabsko المضيف al-muḍīf) je tradicionalna hiša iz trstike, ki jo je naredilo ljudstvo Ahvari (znani tudi kot močvirski Arabci) v močvirjih južnega Iraka. V tradicionalnem načinu življenja Ahvari so hiše zgrajene iz trstičja, nabranega iz močvirij, kjer živijo. Mudhif je velika obredna hiša, ki jo plačuje in vzdržuje lokalni šejk, za uporabo gostov ali kot zbirališče za poroke, pogrebe itd.

## Opis
Strukture mudhif so bile ena od tradicionalnih vrst struktur, ki so jih zgradili Arabci na močvirjih v južnem Iraku že vsaj 5000 let. V Uruku so odkrili izrezljano vzpetino tipičnega mudhifa iz okoli 3300 pr. n. št., ki je zdaj v Britanskem muzeju.
Mudhif je posebna vrsta sarifa; zgradba iz trstičja, ki naravno raste v močvirjih in jo vaški šejk uporablja kot gostišče. Druge vrste bivališč iz trstike, kot je raba (z vhodoma na obeh koncih in se uporablja kot družinsko bivališče) ali bajt (strogo enosobno bivališče), so običajno manjše od mudhifa in se lahko uporabljajo za stanovanjske in druge namene.
Vsak vaški šejk je imel mudhif, ki je lahko sprejel vsaj deset oseb. Število lokov, uporabljenih v mudhifu, narekuje pleme in družinska skupina. Včasih je bil mudhif okrašen z dodatnimi snopi trstičja, razporejenimi v okrasne vzorce, postavljenimi na fasado, da bi služili kot plemenski identifikator. Vhod v mudhif je vedno obrnjen proti Meki.
Angleška pisateljica Gertrude Bell je v pismu svojemu očetu zapisala opis mudhifa:

»Po večerji nas je šejk Ibadi al Husain povabil v svoj mudhif, njegovo gostišče. Mudhif, ki si ga ne morete predstavljati, dokler ga ne vidite. Zgrajen je iz trstičja, trsnih preprog, razprostrtih po snopih trstičja, ki se obokajo in se srečajo na vrhu, tako da je celota popolnoma pravilen in izvrstno zgrajen rumen predor, dolg 50 jardov. vrsta brokatnih blazin, na katerih smo lahko sedeli, Arabci ob nas in aparat za kavo, ki je stal nad svojimi lončki, je vse osvetljeval ogenj in nekaj majhnih svetilk, konec blata pa je bledel v zlatem mraku. Veličastno.«

## Gradnja
Pri gradnji mudhifa je trsje povezano in spleteno v debele stebre; večje in debelejše trstike so upognjene navzkriž in privezane, da tvorijo parabolične loke, ki sestavljajo hrbtenico stavbe. Ti loki so ojačeni s prednapetostjo stebrov, saj so na začetku vstavljeni v zemljo pod nasprotnimi koti. Niz lokov določa obliko zgradbe. Čez loke so položeni in privezani dolgi prečni tramovi manjših snopov trstičja. Tkane preproge iz trstičja tvorijo ovoj stavbe. Nekatere preproge so tkane s perforacijami kot mreža, ki omogočajo svetlobo in prezračevanje.
Sprednja in zadnja stena sta pritrjeni na dva velika navpična stebra iz trstičja in sta prav tako narejena iz tkanih preprog. Mudhif je treba obnoviti vsakih deset let.

### Trstičje kot gradbeni material
Najpogostejša vrsta trstike, ki se uporablja za gradnjo močvirnega mudhifa, je ihdri. Trstika ima lastnosti, zaradi katerih je idealen gradbeni material – ima visoko koncentracijo silicijevega dioksida, zaradi česar je vodoodporen, neprivlačen za žuželke in druge škodljivce ter odličen toplotno in zvočno izolacijski material. Je poceni material, hkrati pa je kot gradbeni material fleksibilen in trpežen, kar spodbuja ustvarjalnost.

## Uporaba
Mudhif se uporablja kot hiša za goste ali za slovesne priložnosti in se ne sme uporabljati za noben drug namen. Ko gost vstopi v mudhif, ga sprejme vaški šejk, ga pospremi do njegovega ustreznega mesta in mu v ritualnem obredu ponudi osvežilne pijače, kot je močno sladkana kava.

## Najnovejši dogodki
V 1980-ih je v močvirjih živelo približno pol milijona Arabcev. Toda okoli leta 1993 je Sadam Husein začel izsuševati močvirja, da bi uničil življenje in kulturo južnih Arabcev. Po Huseinovem porazu leta 2003 so arabske skupnosti začele izkopavati nasipe, ponovno poplavile močvirja in obnovile svoj tradicionalni način življenja.